# Chelonoidis donfaustoi
Chelonoidis donfaustoi (лат.) — вид сухопутных черепах, обитающий на острове Санта-Крус, входящего в состав Галапагосского архипелага. До 2015 года считался подвидом Chelonoidis porteri. Chelonoidis donfaustoi является пятнадцатым видом черепах, открытым на островах; четыре из этих видов являются вымершими. Последний раз открытие нового вида галапагосских черепах произошло более века назад.
В 2015 году популяция вида C. porteri с острова Санта-Крус была классифицирована как новый вид Chelonoidis donfaustoi на основании генетических и морфологических данных. Популяция этого вида насчитывает около 250 животных, которые населяют площадь примерно 40 км². Видовое название donfaustoi дано в честь Фаусто Льерена Санчеса (исп. Fausto Llerena Sánchez), который 43 года посвятил сохранению гигантских черепах в Галапагосском национальном парке. «Дон Фаусто» (Don Fausto) был главным смотрителем за черепахами, находящихся под угрозой вымирания в неволе. В частности он ухаживал за Одиноким Джорджем.
Хотя по внешним признакам представители вида похожи на других галапагосских черепах, Chelonoidis donfaustoi можно отличить по размеру и форме панциря.